# Sons of Good Earth
Sons of Good Earth (Da di er nu) est un film hongkongais réalisé par King Hu, sorti en 1965.
Il se déroule durant la période de l'invasion de la Chine par les Japonais. Il bénéficia de moyens importants et d'une distribution prestigieuse, les acteurs Peter Chen Ho et Betty Loh Ti étant à l'époque deux des plus grandes stars de la Shaw Brothers.
Le film connut des problèmes de distribution à Singapour et en Malaisie, où il fut en partie censuré en raison de son sujet (la législation locale prohibant les thèmes liés aux conflits raciaux) ; il fut ainsi un échec commercial, ce qui entraina l'annulation du tournage du film censé être le suivant de King Hu, Heroes of  Underground, qui reprenait les mêmes thèmes.
Il reçut cependant un succès critique, notamment à Taïwan où il reçut plusieurs prix au Golden Horse Film Festival and Awards en 1966 (meilleur scénario, meilleur montage, prix spécial pour l'esprit national).

## Synopsis
Une jeune fille destinée à devenir prostituée (Betty Loh Ti) est ravie à ses propriétaires légitimes, un couple d'entrepreneurs (Kao Pao-shu
et Chiang Kuang-chao), par un peintre (Peter Chen Ho) aidé de son ami (Li Kun).
Peu près, l'armée japonaise prend le contrôle de l'administration de la ville, secondée par des autorités chinoises collaborationnistes ; cependant, dans les montagnes des alentours, la résistance s'organise.

## Fiche technique
- Titre : Sons of Good Earth
- Titre original : Da di er nu
- Réalisation : King Hu
- Scénario : King Hu et Cheng Kang
- Société de production : Shaw Brothers
- Pays d'origine :  Hong Kong
- Format : Couleurs - 2,35:1 - Mono - 35 mm
- Genre : Aventure, drame
- Durée : 120 minutes
- Date de sortie : 20 mars 1965

## Distribution (par ordre d'apparition au générique)
- Betty Loh Tih : Lotus, une ex-future-prostituée
- Peter Chen Ho : un peintre en bâtiment
- King Chuan : le chef des terroristes
- Chang Chung :
- King Han : un officier chinois
- Lu Chu : Li Xiao-lan
- Ching Miao : un officier japonais
- Kao Pao-shu : une femme d'affaires
- Chiang Kuang-chao  mari de la précédente
- Li Kun  l'ami d'un peintre en bâtiment
- Tien Feng
- Wu Ma : Sun Gui
- Lei Ming
- Lee Ying
- Chang Pei-shan
- Chen Yanyan : Madame Tien
- Patsy Chia-ling
- Chao Hsiungo : commandant japonais
- Ku Feng : l'ordonnance du précédent